# جير بوريسن
جير بوريسن (بالنرويجية البوكمول: Geir Børresen)‏ (16 نوفمبر 1942 - 25 يوليو 2022)، هو مُغني ومُمثل نرويجي، ولد في 16 نوفمبر 1942 في أوسلو في النرويج.

## وصلات خارجية
- جير بوريسن على موقع IMDb (الإنجليزية)
- جير بوريسن على موقع ميوزك برينز (الإنجليزية)
- جير بوريسن على موقع قاعدة بيانات الأفلام السويدية (السويدية)
- جير بوريسن على موقع ديسكوغز (الإنجليزية)
- جير بوريسن على موقع قاعدة بيانات الفيلم (الإنجليزية)